# کوروماندل (میناس گرایس)
کوروماندل (به پرتغالی: Coromandel) یک شهرداری در برزیل است که در میناز ژرایس واقع شده‌است. کوروماندل ۲۷٬۹۶۶ نفر جمعیت دارد.